# Locomotiva DR E 11
Le locomotive E 11 erano una serie di locomotive elettriche progettate della Deutsche Reichsbahn per il traino di treni passeggeri veloci.

## Storia
Le locomotive furono realizzate dalla LEW di Hennigsdorf per il traino di treni passeggeri veloci sulle linee elettrificate della Sassonia. Insieme alle locomotive E 42 per treni locali e merci, le E 11 erano parte del piano di sostituzione delle locomotive elettriche d'anteguerra.
Nel 1970, con l'introduzione del nuovo sistema di numerazione, furono riclassificate nel gruppo 211.
A partire dalla fine degli anni ottanta le 211 cominciarono ad essere sostituite dalle più moderne 243. Nel 1994, con l'incorporazione della DR nella nuova DB, le unità rimaste assunsero il numero di gruppo 109. Le ultime furono radiate nel 1998.